# マーク・シュワルツァー
マーク・シュワルツァー（Mark Schwarzer OAM, 1972年10月6日 - ）は、オーストラリア・シドニー出身のサッカー選手で、元同国代表、同国代表歴代最多出場記録保持者（109試合）。ポジションはゴールキーパー。
姓のSchwarzerは「シュウォーツァー」、「シュウォーザー」などと表記されることもある。

## クラブ経歴
ドイツ系オーストラリア人（両親が1968年にドイツからオーストラリアに移住）である。
1990年、オーストラリア国内リーグNSLのマルコーニ・スタリオンズで18歳でデビュー。ドイツのディナモ・ドレスデン、1.FCカイザースラウテルン、イングランドのブラッドフォード・シティAFCを経て、1997年にミドルズブラFCに入団。 
ミドルズブラには2008年まで在籍し、11年間で通算367試合に出場。デニス・ベルカンプがアーセナルFC時代に作った外国人選手の1クラブ最多出場記録315試合を更新した。
FCバイエルン・ミュンヘンやユヴェントスFCからオファーを受けたが、正GKの保証がなかったため契約には至らなかった。2008年5月22日にフラムFCと2年契約を結んだ。2012-13年シーズン終了後、契約満了に伴いフラムFCから退団した。
2013年7月9日、ペトル・チェフの控えとしてチェルシーFCに1年契約で加入した。同年12月11日、UEFAチャンピオンズリーグ 2013-14のステアウア・ブカレスト戦で41歳と66日でのデビューを飾り、チャンピオンズリーグの歴史上最高齢記録となったとともに、1-0と完封勝利に貢献した。
2015年1月6日、レスター・シティFCに移籍した。2015-16シーズン終了後、レスターを退団。その後、現役引退。

## 代表経歴
1994 FIFAワールドカップ予選・北中米カリブ/オセアニア大陸間プレーオフのカナダ戦で代表デビュー。
2006 FIFAワールドカップ予選・南米/オセアニア大陸間プレーオフでは南米5位ウルグアイと1勝1敗でPK戦となり、2本のPKを止める活躍を見せ、1974年以来のワールドカップ出場に貢献した。本大会第1戦日本戦、第2戦ブラジル戦に出場したが、第3戦クロアチア戦では控えGKのジェリコ・カラッツにポジションを奪われた。決勝トーナメントイタリア戦で再び出場したが、後半ロスタイムにフランチェスコ・トッティにPKを決められ0-1で敗退した。
2012年9月6日のレバノン戦で通算100試合出場を達成。オーストラリア代表のゴールキーパーでは歴代最多のキャップ数を誇る。
2013年11月6日、代表引退を表明した。

## 代表歴

### 出場大会
- オーストラリア代表
  - 2006 FIFAワールドカップ
  - 2010 FIFAワールドカップ

### 試合数
- 国際Aマッチ 109試合 0得点（1993年-2013年）[6]

| オーストラリア代表 | 国際Aマッチ | 国際Aマッチ |
| 年                 | 出場        | 得点        |
| ------------------ | ----------- | ----------- |
| 1993               | 2           | 0           |
| 1994               | 2           | 0           |
| 1995               | 0           | 0           |
| 1996               | 1           | 0           |
| 1997               | 0           | 0           |
| 1998               | 0           | 0           |
| 1999               | 0           | 0           |
| 2000               | 4           | 0           |
| 2001               | 10          | 0           |
| 2002               | 0           | 0           |
| 2003               | 3           | 0           |
| 2004               | 6           | 0           |
| 2005               | 8           | 0           |
| 2006               | 8           | 0           |
| 2007               | 8           | 0           |
| 2008               | 11          | 0           |
| 2009               | 10          | 0           |
| 2010               | 9           | 0           |
| 2011               | 12          | 0           |
| 2012               | 9           | 0           |
| 2013               | 6           | 0           |
| 通算               | 109         | 0           |

## タイトル
ミドルズブラFC
- フットボールリーグカップ 2003-04

レスターシティFC
- プレミアリーグ 2015-16

## エピソード
- PK戦に強く、AFCアジアカップ2007準々決勝・日本戦でPK戦の末敗れたのがサッカー人生で初のPK戦敗退だという[7]。
- 英語、スペイン語、ドイツ語を話すことができる。
- フィリピン出身の妻との間に1男1女をもうけている。息子のジュリアン（英語版）もプロサッカー選手でありゴールキーパーとしてプレーしている。2022年にフィリピン代表デビューし、2023年7月時点でインドネシアのアレマFCでプレーしている。
- 2009年、サッカー界とサッカーを通した社会貢献によりエリザベス2世よりオーストラリア勲章メダル(OAM)を授与された。